# Галкин, Фёдор Ульянович
Фёдор Ульянович Га́лкин (3 марта 1907, Елисеево, Нижегородская губерния — 9 февраля 1967, Грозный) — участник Великой Отечественной войны, заместитель командира 230-й стрелковой дивизии (9-й стрелковый корпус, 5-я ударная армия, 1-й Белорусский фронт), полковник, Герой Советского Союза.

## Биография
Фёдор Галкин родился 18 февраля (3 марта) 1907 года в семье рабочего в деревне Елисеево Богоявленской волости Семёновского уезда Нижегородской губернии Российской империи, ныне деревня входит в Беласовский сельсовет городского округа Семёновский Нижегородской области. Русский.
Семья Галкиных переехала в Сибирь, но в 1917 году родители умерли от тифа и Фёдор остался сиротой. Беспризорничал и в 1921 году был снят с поезда и определён в Курганский детский дом. Здесь он окончил 6 классов. После окончания учёбы в профтехшколе работал столяром на Курганском машиностроительном заводе (ныне ОАО «Кургансельмаш»).
С 1928 года член ВКП(б), (c 1952 года — КПСС). В Красной Армии — с 1929 года, по рекомендации парторганизации завода был направлен Курганским военкоматом на учёбу в Рязанскую пехотную школу. Окончил её отличником в 1932 году и служил в стрелковых частях на Дальнем Востоке, в Спасске-Дальнем в должности командира взвода, роты, командовал отдельным стрелковым батальоном.
В 1939 году воевал на Халхин-Голе под командованием Г. К. Жукова. Там получил первый орден Ленина.
На фронте Великой Отечественной войны — с июля 1942 года. Служил командиром батальона, командира полка, в конце войны был заместителем командира дивизии. Особенно проявил себя талантливым командиром в период наступательных действий в конце войны, при освобождении Польши, в Висло-Одерской операции и штурме Берлина.
В ночь на 24 апреля 1945 года полковник Галкин руководил ходом форсирования реки Шпрее частями 230-й стрелковой дивизии и захватом плацдарма в районе озера Руммельсбургер-Зее. 26 апреля Ф. У. Галкин лично возглавлял штурмовую группу, обеспечившую дивизии выполнение боевой задачи по захвату 4-х кварталов Берлина. При наступлении на Трептов-парк возглавляемая им группа сходу захватила крупнейшую электростанцию Берлина — Румельсбург, которую гитлеровцы подготовили к взрыву. В ряду объектов, которыми овладели подразделения штурмового отряда Галкина, была и Центральная Берлинская Имперская типография. 27 апреля 1945 года ранен осколками мины.
Указом Президиума Верховного Совета СССР от 31 мая 1945 года за организованность, мужество и героизм, проявленные при захвате электростанции Румельсбург, стремительное форсирование реки Шпрее, за овладение рядом объектов Берлина полковнику Фёдору Ульяновичу Галкину присвоено звание Героя Советского Союза с вручением ордена Ленина и медали «Золотая Звезда» (№ 6732)
После войны продолжал службу в Советской армии, служил на Кавказе. С 1955 года Ф. У. Галкин — в запасе. Жил и работал в городе Грозном.
Фёдор Ульянович Галкин умер 9 февраля 1967 года в городе Грозном Чечено-Ингушской АССР, ныне столица Чеченской Республики. Похоронен на Центральном кладбище в Ленинском районе города Грозный. Могила является памятником регионального значения. По данным от 2010 года находится в неудовлетворительном состоянии.

## Память
- Именем Героя была названа улица в Семёнове и переулок в Грозном.
- В Чечено-Ингушском РКМ хранятся материалы, посвященные Ф. У. Галкину[6].

## Награды
- Герой Советского Союза, 31 мая 1945 года[7][8][9]
  - Медаль «Золотая Звезда» № 6732
  - Орден Ленина
- Орден Ленина, 1939 год
- Три ордена Красного Знамени, 8 апреля 1943 года[10], 22 сентября 1943 года[11]
- Орден Богдана Хмельницкого II степени, 6 апреля 1945 года[12][13]
- Орден Суворова III степени, 27 мая 1944 года[14]
- Орден Красной Звезды
- медали.

## Семья
- Жена — Нина Моисеевна Галкина (1922—2011), на фронте была санитаркой.
  - Дочь